# Kelvin Boerma
Kelvin Boerma (Meedhuizen, 19 mei 1996), beter bekend als Kalvijn, is een Nederlands youtuber, presentator en ondernemer.

## Levensloop

### YouTube
In 2010 begon Boerma met een eigen YouTube-kanaal onder de naam TheKelVlog, wat later veranderde in het huidige Kalvijn. Hierop plaatst hij verschillende video's die te maken hebben met komedie. In december 2018 had hij op dit kanaal ruim 1 miljoen abonnees.
Boerma begon in 2011 met zijn vriend Peter de Harder het Engelstalige YouTube-kanaal Cinemates, in de eerste jaren verscheen dit kanaal onder de naam The Creaters Productions. Op het kanaal maakten ze video's waarop ze hun mening over films gaven en elke week publiceerden ze een korte sketch. Met Cinemates wonnen Boerma en De Harder in 2012 de YouTube Next Up-competitie en in 2013 wonnen ze de titel Jongeren van het jaar 2013.
In 2014 kwam Boerma met het nieuwe YouTube-kanaal The World of Cinemates in samenwerking met De Harder en Endemol. Dit kanaal vertoonde video's waarin te zien is hoe ze hun films maken, en wat voor dingen ze nog meer beleven buiten het maken van films. Op 2 november 2017 werd alle content van het kanaal verwijderd en de naam veranderd in Challenges Cup. Hierin gingen verschillende youtubers, onder wie Boerma, de strijd met elkaar aan in diverse competities.

### In andere media
Boerma is een van de oprichters van VEED, samen met youtubers Peter de Harder en Mert Ugurdiken en producenten Omar Kbiri, Jacqueline Vizee en Viola Welling. De naam is een samenvoeging van video en feed. In april 2015 organiseerden zij het eerste VEED Festival, waar ze verschillende VEED Awards weggeven aan youtubers en andere online persoonlijkheden. Het is te vergelijken met het Gouden Televizier-Ring Gala, alleen dan voor de online kanalen. In 2016 verschenen van VEED diverse tijdschriften in de winkels.
In 2017 vormde Boerma met Giel de Winter een team in het televisieprogramma Roadtrippers. Ze kwamen als winnaars uit de strijd. Tevens bracht Boerma dat jaar de single Nu al miljonair uit, die de 98e plek in de Nederlandse Single Top 100 behaalde.
In juli 2018 publiceerde Boerma zijn boek met de naam Van Niks naar Clicks.
In augustus 2018 verscheen Boerma voor het eerst als acteur in de Nederlandse speelfilm van collega-youtuber Dylan Haegens, genaamd De Film van Dylan Haegens. Hij was hierin te zien als Kalvijn. Een maand later vertolkte hij de rol van Vik in de film Elvy's Wereld So Ibiza!. In oktober 2018 deed Boerma mee aan de webserie Het Jachtseizoen van StukTV. Tevens was Boerma in 2018 regelmatig als deskundige op het gebied van sociale media en YouTube te zien in RTL Boulevard.
In 2019 bracht Kalvijn meerdere nummers uit, waaronder Me Chick en De missie. Deze laatstgenoemde behaalde de 7e plaats in de Nederlandse Single Top 100. Tevens was Boerma in 2019 een van de deelnemers van het twintigste seizoen van het RTL 4-programma Expeditie Robinson; hij viel als tiende af en eindigde op de 11e plaats. Op 19 oktober 2019 kondigde Boerma zijn eerste eigen bioscoopfilm aan, XIII. De film werd, in het kader van zijn serie Gekkenwerk, opgenomen in 24 uur.
Op maandag 1 maart 2021 was de eerste aflevering van zijn eigen programma De Kalvijn Show op NPO 3, waarin hij zelf de presentator is. Daarmee debuteerde Boerma met een eigen programma op televisie.
Vanaf 24 februari 2023 presenteerde Boerma het programma Avastars op SBS6 en sinds 8 juli 2023 was hij presentator van het SBS6-programma The Talent Scouts.
Sinds 4 oktober 2024 presenteert Boerma samen met Britt Dekker bij SBS6 het spelprogramma JA of NEE?. Datzelfde najaar was hij te zien als een van de presentatoren van het televisieprogramma De beste wensen.

## Privéleven
Boerma heeft sinds zijn vijftiende een relatie met youtuber en auteur van kookboeken Nina Warink. Het stel trouwde op 12 mei 2024 en kreeg op 18 april 2025 een zoon.

## Filmografie

### Film
- 2018: De Film van Dylan Haegens, als Kalvijn
- 2018: Elvy's Wereld: So Ibiza, als Vik
- 2019: XIII, als Kalvijn

### Online series
- 2017: Roadtrippers, vormde een team met Giel de Winter
- 2017: Challenges Cup, deelnemer
- 2018: Het Jachtseizoen, als voortvluchtige

### Televisie

#### Als presentator
- 2021: De Kalvijn Show
- 2023: Avastars
- 2023: The Talent Scouts
- 2024: JA of NEE?
- 2024: De beste wensen, een van de presentatoren

#### Overig
- 2018-2019: RTL Boulevard, sociale media- en YouTube-deskundige
- 2019: The Big Escape, 6e afvaller
- 2019: De gevaarlijkste wegen van de wereld, met Fred Teeven, in Roemenië
- 2019: Expeditie Robinson, deelnemer
- 2022: Hunted VIPS, deelnemer
- 2023: Voor het blok, deelnemer
- 2023: Ranking the Talent, gastjurylid
- 2024: Ik hou van Holland, deelnemer
- 2025: Code van Coppens: De wraak van de Belgen, deelnemer met Sophie Milzink
- 2025: De Volgers, deelnemer

## Discografie

### Singles
| Jaar | Act                        | Nummer                                | Top 100 | Top 100 | Opmerkingen                                             |
| Jaar | Act                        | Nummer                                | Piek    | Weken   | Opmerkingen                                             |
| ---- | -------------------------- | ------------------------------------- | ------- | ------- | ------------------------------------------------------- |
| 2017 | Kalvijn met Noah           | Nu al miljonair                       | 98      | 1       | tip in Vlaamse Ultratop 50 / nr. 49 in Vlaamse Urban    |
| 2018 | Kalvijn                    | Ik word papa                          | –       | –       | geen hitnotering                                        |
| 2018 | Kalvijn                    | NEE                                   | tip12   | 1       |                                                         |
| 2019 | Kalvijn                    | Me Chick                              | –       | –       | geen hitnotering                                        |
| 2019 | Kalvijn                    | De missie                             | 7       | 3       | tip2 in Nederlandse Top 40 / tip in Vlaamse Ultratop 50 |
| 2019 | Kalvijn met Shary-An       | Expeditie                             | –       | –       | geen hitnotering                                        |
| 2020 | Kalvijn met Snollebollekes | Leuke sfeer wel                       | tip12   | 1       | tip19 in Top 40                                         |
| 2020 | Kalvijn                    | Geld maakt gelukkig                   | –       | –       | geen hitnotering                                        |
| 2020 | Kalvijn                    | Legend for Life                       | –       | –       | geen hitnotering                                        |
| 2020 | Kalvijn                    | Geen geld (Stefan De Vries disstrack) | –       | –       | geen hitnotering                                        |
| 2020 | Kalvijn met Ruben Annink   | Kijk naar morgen                      | –       | –       | geen hitnotering                                        |
| 2023 | Kalvijn met Guy            | Koekje met je moeder                  | –       | –       | geen hitnotering                                        |

## Prijzen
| Jaar | Prijs          | Categorie                 | Resultaat  |
| ---- | -------------- | ------------------------- | ---------- |
| 2012 | YouTube Awards | Next Up                   | Gewonnen   |
| 2013 | 7Days Awards   | Jongere van het jaar 2013 | Gewonnen   |
| 2018 | SpinAwards     | Digital Celebrity         | Gewonnen   |
| 2018 | VEED Awards    | Beste Mannelijke Youtuber | Gewonnen   |
| 2018 | VEED Awards    | Beste YouTube Video       | Gewonnen   |
| 2018 | Challenges Cup | Challenges Cup trofee     | 5de plaats |
| 2019 | VEED Awards    | Beste YouTube Video       | Gewonnen   |
| 2019 | Hashtag Awards | Beste Music Video         | Gewonnen   |

## Trivia
- In oktober 2018 bracht Boerma een zelfbedacht bordspel met de naam Slapstick uit.[20][21]
- De kijkers van het kanaal van Kalvijn worden de Kalfam genoemd.
- Kalvijn eet in zijn video's regelmatig rode paprika's, die hij gebruikt als een soort handelsmerk.